# Jesse James (Schauspieler)
Jesse James (* 14. September 1989 in Palm Springs, Kalifornien) ist ein US-amerikanischer Schauspieler.

## Leben
Bereits mit acht Jahren stand James, der eigentlich Jesse James Unterthiner heißt, zum ersten Mal für ein paar Folgen der Fernsehserie Walker, Texas Ranger vor der Kamera. Es folgten zahlreiche Fernsehproduktionen (darunter Auftritte in Akte X – Die unheimlichen Fälle des FBI und Emergency Room – Die Notaufnahme), ehe er 1997 in dem vielfach prämierten Kinofilm Besser geht’s nicht mitspielte. Von da an war er regelmäßig in Kinoproduktionen zu sehen, oft als „junge Version“ des jeweiligen Filmhelden (George Jung in Blow, Rafe McCawley in Pearl Harbor und Tommy Miller in Butterfly Effect).

## Filmografie (Auswahl)
- 1997: Walker, Texas Ranger (Fernsehserie, 2 Folgen)
- 1997: Besser geht’s nicht (As Good as It Gets)
- 1998: Gods and Monsters
- 1998: The Gingerbread Man
- 1998: Emergency Room – Die Notaufnahme (ER, Fernsehserie, Folge 5x09 Kalte Kinderwelt)
- 1999: Message in a Bottle – Der Beginn einer großen Liebe (Message in a Bottle)
- 1999: Akte X – Die unheimlichen Fälle des FBI (The X-Files, Fernsehserie, Folge 6x19 Ex)
- 1999: A Dog of Flanders
- 2000: Angel – Jäger der Finsternis (Angel, Fernsehserie, Folge 1x14 Das Böse an sich)
- 2000: Aufgelegt! (Hanging Up)
- 2000: Chicago Hope – Endstation Hoffnung (Chicago Hope, Fernsehserie, Folge 6x20)
- 2001: Blow
- 2001: Pearl Harbor
- 2002: Freche Biester! (Slap Her... She’s French)
- 2003: Fear of the Dark
- 2004: Butterfly Effect (The Butterfly Effect)
- 2004: Monk (Fernsehserie, Folge 2x14 Mr. Monk und die Frau des Captains)
- 2005: Amityville Horror – Eine wahre Geschichte (The Amityville Horror)
- 2006: The Darkroom
- 2007: Veronica Mars (Fernsehserie, Folge 3x15 Flucht ins Paradies)
- 2008: Sky Busters – Die Himmelsstürmer (The Flyboys)
- 2008: Jumper
- 2008: Life (Fernsehserie, Folge 2x04 Das Experiment)
- 2009: In Plain Sight – In der Schusslinie (In Plain Sight, Fernsehserie, Folge 2x03)
- 2009: The Mentalist (Fernsehserie, Folge 2x04 Der einzige Mandant)
- 2010: Bones
- 2013: Mad Men (Fernsehserie, 2 Folgen)
- 2013–2019: TMI Hollywood (Fernsehserie, 38 Folgen)
- 2016: Aquarius (Fernsehserie, Folge 2x12)
- 2017: The Lucky Man
- 2017: The Good Doctor (Fernsehserie, Folge 1x08 Apfel)
- 2018: Hide in the Light
- 2023: Lonesome Soldier